# Rhopalocarpus coriaceus
Rhopalocarpus coriaceus là một loài thực vật có hoa trong họ Sphaerosepalaceae. Loài này được (Scott-Elliot) Capuron miêu tả khoa học đầu tiên năm 1962.